# Mariages et Cœurs brisés
Mariages et Cœurs brisés (Cowboys and Angels) est un téléfilm américain réalisé par Gregory C. Haynes, diffusé en 2000.

## Fiche technique
- Titre original : Cowboys and Angels
- Réalisation : Gregory C. Haynes
- Scénario : Gregory C. Haynes
- Pays : États-Unis
- Durée : 96 min

## Distribution
- Adam Trese : Danny
- Mia Kirshner : Candice
- Radha Mitchell : Jojo
- Hamilton Von Watts : Karl
- Carmen Llywelyn : Dana
- Stephen Lisk : Bill
- Duane Stephens : Freddy
- Alissa Rice : Pamela
- Melissa Pace : Amy
- Matt Falcone : Blayne